# Centre de conventions d'Oran
Pour les articles homonymes, voir Centre de conventions.
 (juin 2022).
Si vous disposez d'ouvrages ou d'articles de référence ou si vous connaissez des sites web de qualité traitant du thème abordé ici, merci de compléter l'article en donnant les références utiles à sa vérifiabilité et en les liant à la section « Notes et références ».
Le Centre de conventions Mohamed Benahmed est un centre de congrès situé à Oran. Il est composé d’un ensemble d’ouvrages complémentaires : Le palais des congrès, le palais des expositions et l’hôtel Le Méridien. C’est parmi les plus grands centres de conventions en Afrique.

## Description

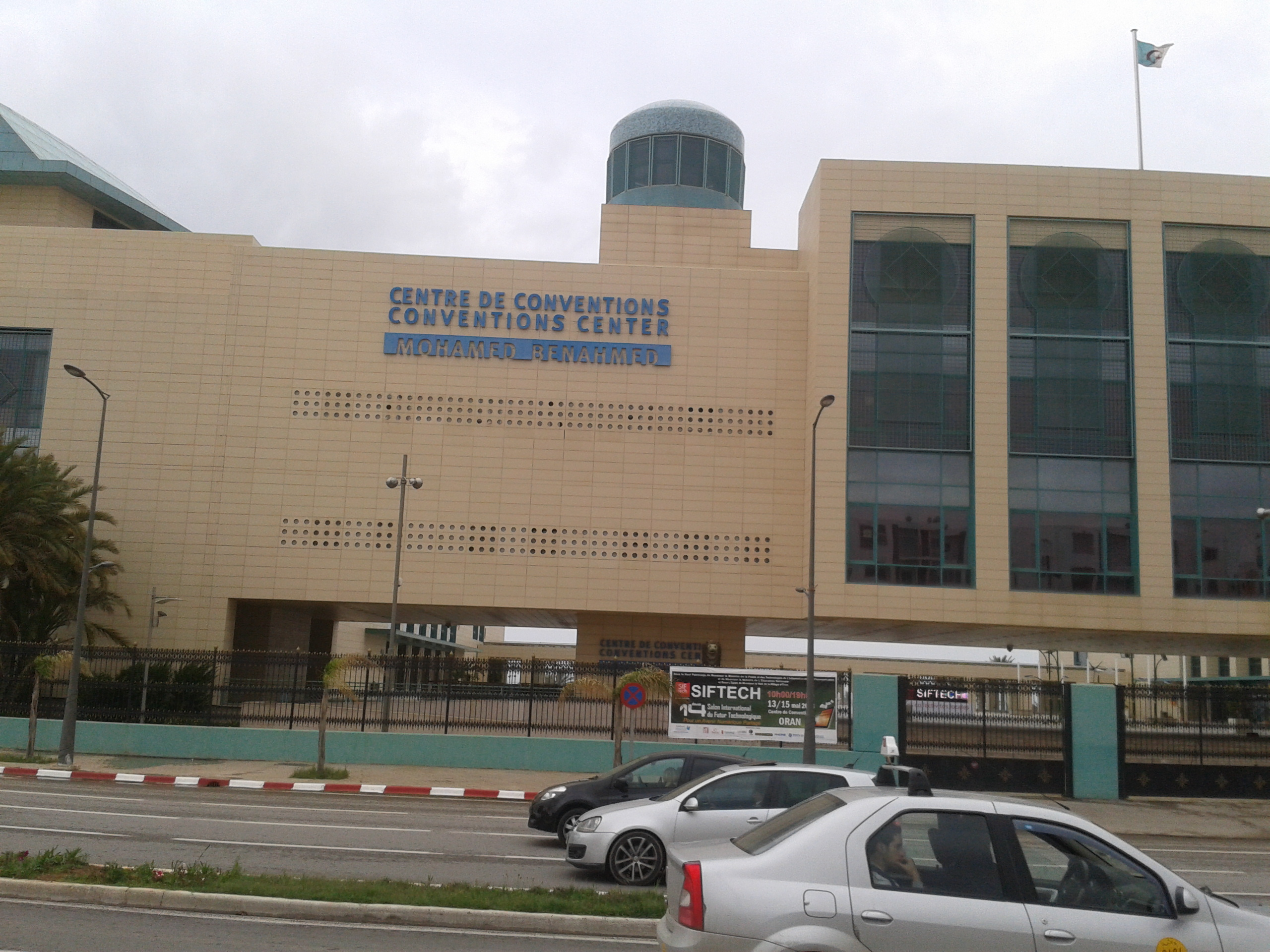
Palais des congrès, à l'Est de la ville

## Évènements
- Entre le 18 et 21 avril 2010, le centre a accueilli le 10e Forum des pays exportateurs de gaz, en parallèle avec la tenue de la 16e Conférence et Salon International sur le Gaz Naturel Liquéfié (GNL16)[2].
- L'organisation en 2021 de la 18e édition du Salon international de l’immobilier, du bâtiment et des travaux publics (BATIWEST)[3].
- Le centre accueille le Championnats d'Afrique de judo 2022 et le Championnat d'Afrique des épreuves par Kata de la même année[4] et abritera cinq disciplines sportives aux Jeux méditerranéens de 2022 d'Oran, dont les épreuves de tennis de table de l’escrime, le Taekwondo, judo et karaté[5].
- L'organisation de la 12e édition du Napec 2024 (Africa & Mediterranean Energy & Hydrogen Exhibition and Conference) du 14 au 16 octobre 2024. Une manifestation annuelle internationale de grande envergure dédiée aux énergies[6].
- Entre le 23 et 27 mai 2024, le centre a accueilli la 25e édition du Salon International de l’Artisanat, avec la participation de 400 artisans dont 70 artisans étrangers[7].